# Controverses over de Zesdaagse Oorlog
Over de Zesdaagse Oorlog - een strijd die van 5 juni tot 10 juni 1967 werd uitgevochten tussen Israël en zijn buurlanden Egypte (dat zich toentertijd de Verenigde Arabische Republiek noemde), Jordanië en Syrië - en die begon met een grote (verrassings-)luchtaanval door Israël op Egypte en eindigde met een Israëlische overwinning en enkele belangrijke geopolitieke verschuivingen in het Midden-Oosten, zijn een aantal controverses ontstaan die de oorzaken en het verloop van de oorlog betreffen.
De belangrijkste vragen zijn:
- Of de Israëlische actie een preventieve aanval was, gerechtvaardigd door de dreiging van een op handen zijnde aanval van de Arabische staten, of een ongerechtvaardigde, niet-uitgelokte aanval.
- Of de Egyptenaren achterblijvers van hun eigen strijdkrachten gedood hebben toen ze terugkwamen van de nederlaag.
- Of de Israëli's ongewapende Egyptische gevangenen gedood hebben.
- Hoe groot de omvang was van de buitenlandse steun aan de strijdende partijen in de oorlog.

## Aard van de aanval
Er bestaat geen eenduidig antwoord op de vraag of de Israëlische actie werd gerechtvaardigd door een onmiddellijke dreiging van de Arabische staten en dus een preventieve aanval was of dat dit een ongerechtvaardigde, niet-uitgelokte aanval was; de opvattingen hierover lopen uiteen en verschillende later gedane analyses en uitspraken spreken elkaar tegen.

### Eerste claims
Zowel Egypte als Israël hebben verklaard dat ze werden aangevallen door het andere land. Gideon Rafael, de Israëlische ambassadeur bij de VN, ontving een bericht van het Israëlische ministerie van buitenlandse zaken: 
Inform immediately the President of the Security Counsel that Israel is now engaged in repelling Egyptian land and air forces.
 Om 3:10 uur wekte Rafael ambassadeur Hans Tabor, de Deense voorzitter van de Veiligheidsraad voor juni, met het nieuws dat Egyptische strijdkrachten in beweging waren gekomen tegen Israël. Op de raadsvergadering van 5 juni van de Veiligheidsraad beweerden zowel Israël als Egypte dat het land bezig was met afweren van een invasie door de ander.

Op 5 juni beschuldigde Egypte, gesteund door de Sovjet-Unie, Israël van agressie. Israël beweerde dat Egypte als eerste een oorlogsdaad had verricht en vertelde de raad: 
(...) in the early hours of this morning Egyptian armoured columns moved in an offensive thrust against Israel's borders. At the same time Egyptian planes took off from airfields in Sinai and struck out towards Israel. Egyptian artillery in the Gaza strip shelled the Israel villages of Kissufim, Nahal-Oz and Ein Hashelosha...
 In feite was dit niet correct. Het "US Office of Current Intelligence" kwam al snel tot de conclusie dat de Israëli's – in tegenstelling tot hun verklaringen – de eerste oorlogsdaad hadden gepleegd.

### Preventieve aanval
De Israëlische opvatting was dat het begin van de Zesdaagse Oorlog een preventieve aanval was, aangezien Israël een geplande invasie door de Arabische landen verwachtte. Een aantal bronnen ondersteunen deze visie (zie voetnoten 1 en 2). De voorafgaande weken had de Egyptische president Nasser de spanning opgevoerd door de VN-troepen in het grensgebied naar huis te sturen, de Golf van Akaba af te sluiten voor Israëlische schepen en door in redevoeringen te dreigen, de zionisten in zee te drijven.

### Onterechte aanval
De Arabische opvatting was dat het een niet-uitgelokte aanval was (zie voetnoot 3). Het standpunt dat de dreiging van de Arabische staten geen preventieve aanval rechtvaardigde wordt ook ondersteund door een aantal bronnen (zie voetnoot 4).

## Beschuldigingen van Egyptische wreedheden tegen mede-Egyptenaren
Na de oorlog was er weinig overgebleven van de zeven Egyptische divisies die waren ingezet in de Sinaï. Duizenden Egyptische soldaten werden achtergelaten en probeerden wanhopig om hun weg naar het westen in de richting van het Suezkanaal-zone te zoeken. Israël kon ze niet allemaal gevangen nemen, en vergemakkelijkte - waar mogelijk - hun beweging in de richting van het Suezkanaal, waar ze zouden proberen over te zwemmen. Echter, een groep (van de Egyptische achterblijvers) werd neergeschoten door hun eigen strijdkrachten aan de andere kant van het kanaal met machinegeweren." Er is gesuggereerd dat Nasser niet wilde dat men in Egypte zou horen van de ware omvang van zijn nederlaag en dus bevel gaf tot het doden van de overlevenden die probeerden te ontsnappen. Andere Egyptische overlevenden die werden overgebracht naar Egypte bij Qantara werden -toen ze aan de Egyptische kant van het kanaal waren- in "compounds" gedreven waar ze werden omringd door prikkeldraad. Winston Churchill, de kleinzoon van de beroemde voormalige Britse premier, wijst erop dat de Egyptische soldaten die erin zijn geslaagd om hun weg terug te vinden naar Egypte nooit thuis arriveerden, maar in plaats daarvan werden bewaard in legerkampen, "om te voorkomen dat de verspreiding van moedeloosheid was onder de burgerbevolking".

## Beschuldigingen dat hetIsraëlisch defensielegerEgyptische gevangenen heeft gedood
Na de oorlog volgde er een nationaal debat in Israël met betrekking tot beschuldigingen dat soldaten ongewapende Egyptenaren zouden hebben gedood. Een paar soldaten zeiden dat zij getuige waren geweest van de executie van ongewapende gevangenen. Gabriel Brun, een Jeruzalemse journalist voor Yedioth Ahronoth, beschreef hoe hij getuige was geweest van de executie van zeker vijf Egyptische militaire gevangenen in een massagraf. Michael Bar-Zohar zei dat hij getuige was geweest van de moord op drie Egyptische krijgsgevangenen door een kok, en Meir Pa'il zei dat hij wist van de vele gevallen waarin soldaten krijgsgevangenen of Arabische burgers hadden gedood. Van Uri Milstein, een Israëlische militair historicus, werd gemeld dat hij beweerde dat er veel incidenten in de oorlog van 1967 waren geweest waarin Egyptische soldaten werden gedood door Israëlische troepen nadat ze hun handen in de lucht staken ten teken van overgave. "Het was geen officieel beleid, maar er was een sfeer dat het oké was om het te doen," aldus Milstein. "Sommige commandanten besloten om het te doen, anderen weigerden. Maar iedereen wist ervan." De Israëlische militaire historicus Aryeh Yizhaki bevestigde de liquidaties van zo'n 900 Egyptenaren in de regio El-Arish door een elite-eenheid, nadat ze hun wapens hadden neergelegd en zich hadden overgegeven. Hij verklaarde dat hij op het rapport dat hij in 1968 naar de autoriteiten had gestuurd geen enkel gevolg had gekregen, en dat de "zaak in de doofpot was gestopt." Beschuldigingen dat Egyptische soldaten op de vlucht in de woestijn werden doodgeschoten werden bevestigd in rapporten geschreven na de oorlog. De Israëlische historicus en journalist Tom Segev citeert in zijn boek 1967: 
Our soldiers were sent to scout out groups of men fleeing and shoot them. That was the order, and it was done while they were really trying to escape."
Volgens een New York Times artikel van 21 september 1995 verklaarde de Egyptische regering dat twee ondiepe massagraven in de Sinaï in El Arish waren ontdekt met de resten van 30 tot 60 Egyptische gevangenen die naar verluidt zijn doodgeschoten door Israëlische soldaten tijdens de Zesdaagse Oorlog. Israël reageerde door Elli Dayan, een onderminister van Buitenlandse Zaken, naar Egypte te sturen om de zaak te bespreken. Tijdens zijn bezoek bood Dayan een schadevergoeding voor de families van de slachtoffers aan. De Israëlische ambassadeur in Caïro, David Sultan, verzocht te worden ontheven van zijn post nadat de Egyptische krant Al Shaab schreef dat hij persoonlijk verantwoordelijk was voor de moord op 100 Egyptische gevangenen. Zowel de Israëlische ambassade als het ministerie van Buitenlandse Zaken ontkenden de beschuldiging. Israëlische ambtenaren bleven vaag ten aanzien van de vraag of en waar Sultan had gediend in het leger.
Kapitein Milovan Zorc en verbindingsofficier Miobor Stosic, die lid waren van het Joegoslavische Reconnaissance Bataljon dat deel uitmaakte van de 3400 man sterke UN Emergency Force die sinds 1956 was ingezet als buffer tussen Egypte en Israël, betwijfelden dat Egyptische gevangenen nabij El Arish door Israëlische soldaten zouden zijn doodgeschoten tijdens de Zesdaagse Oorlog. Als een Israëlische eenheid ongeveer 250 krijgsgevangenen had gedood in de buurt van de stad, zouden ze dat waarschijnlijk te weten zouden zijn gekomen, verklaarden Zorc en Stosic.

Uit door de IDF (Israëlische defensieleger) vrijgegeven documenten blijkt dat op 11 juni 1967 (dus na de oorlog) de activiteitentak van de generale staf het nodig vond om nieuwe orders met betrekking tot de behandeling van gevangenen te geven. De order was: 
Since existing orders are contradictory, here are binding instructions. a) Soldiers and civilians who give themselves up are not to be hurt in any way. b) Soldiers and civilians who carry a weapon and do not surrender will be killed... Soldiers who are caught disobeying this order by killing prisoners will be punished severely. Make sure this order is brought to the attention of all IDF soldiers.
Volgens Israëlische bronnen werden 4.338 Egyptische soldaten gevangengenomen door de IDF. 11 Israëlische soldaten werden gevangengenomen door de Egyptische strijdkrachten. Uitwisselingen van krijgsgevangenen werden voltooid op 23 januari 1968.
Ten westen van Jeruzalem bij het verwoeste dorp Latrun werd bij destijds kibboets Nahshon (nadien Israëlische nederzetting) een massagraf ontdekt met ongeveer 80 soldaten van een Egyptische elite legereenheid. De gebeurtenis werd verzwegen en het grafveld werd deel van het populaire toeristische Mini-Israël park, op velden van verwoeste Palestijnse dorpen die met de grond gelijk waren gemaakt.

## Ondersteuning door buitenlandse strijdkrachten
Volgens George Lenczowski gaf de Amerikaanse president Johnson, al op 23 mei, in het geheim bevoegdheid tot het het leveren van een verscheidenheid van wapensystemen aan Israël, ondanks een embargo op wapenleveranties aan het Midden-Oosten.
Stephen Green schreef in zijn boek dat de Amerikaanse verkenningsvliegtuigen nachtelijke bewegingen van de Egyptische grondtroepen in kaart brachten om overdag de Israëlische luchtaanvallen te vergemakkelijken. Richard Parker bestrijdt dit en stelt dat het een hoax is, gebaseerd op de twijfelachtige getuigenis van een enkele man.
Op de tweede dag van de oorlog werd -in door Arabische staten gecontroleerde media - gemeld dat Amerikaanse en Britse troepen vochten aan de kant van Israël. Radio Caïro en het regeringsgezinde dagblad Al-Ahram deden een aantal claims, bijvoorbeeld dat de Amerikaanse en Britse vliegtuigen opstegen vanaf vliegdekschepen en aanvallen uitvoerden op Egypte, dat Amerikaanse vliegtuigen gevestigd op Wheelus Air Base in Libië Egypte aanvielen en dat Amerikaanse spionagesatellieten die beelden verstrekten aan Israël. Mohamed Hassanein Heikal, de leider van "Al-Ahram" ten tijde van het Nasserbewind, herhaalde soortgelijke vorderingen op Al Jazeera.
Later werden deze claims bevestigd door de Libische regering van Moammar al-Qadhafi, die beweerde dat het een voorwendsel was voor de staatsgreep die plaatsvond op 1 september 1969. De regeringen van de Verenigde Staten en het Verenigd Koninkrijk deden weinig moeite om deze claims te bevestigen of ontkennen. Vergelijkbare rapporten werden uitgezonden door Radio Damascus en Radio Amman. Egyptische media beweerden zelfs dat koning Hoessein persoonlijk radarbeelden had gezien van Britse vliegtuigen die opstegen van vliegdekschepen.
Buiten de Arabische wereld zijn de claims van Amerikaanse en Britse militaire interventie niet serieus genomen. Het Verenigd Koninkrijk, de Verenigde Staten en Israël ontkenden deze beschuldigingen. Op 8 juni werd de Egyptische geloofwaardigheid verder beschadigd toen de Israëlische natie een audio-opname vrijgaf aan de pers, waarvan ze zei dat het een onderschept telefoongesprek was (van twee dagen eerder) tussen Nasser en koning Hoessein van Jordanië.
Nasser: ...Shall we include also the United States? Do you know of this, shall we announce that the U.S. is cooperating with Israel?

Hussein: Hello. I do not hear, the connection is the worst – the line between you and the palace of the King from which the King is speaking is bad.

Nasser: Hello, will we say the U.S. and England or just the U.S.?

Hussein: The U.S. and England.

Nasser: Does Britain have aircraft carriers?

Hussein: (Answer unintelligible).

Nasser: Good. King Hussein will make an announcement and I will make an announcement. Thank you... Will his Majesty make an announcement on the participation of Americans and the British?

Hussein: (Answer unintelligible).

Nasser: By God, I say that I will make an announcement and you will make an announcement and we will see to it that the Syrians will make an announcement that American and British airplanes are taking part against us from aircraft carriers. We will issue an announcement, we will stress the matter and we will drive the point home.

## Indirecte oorlogsondersteuning

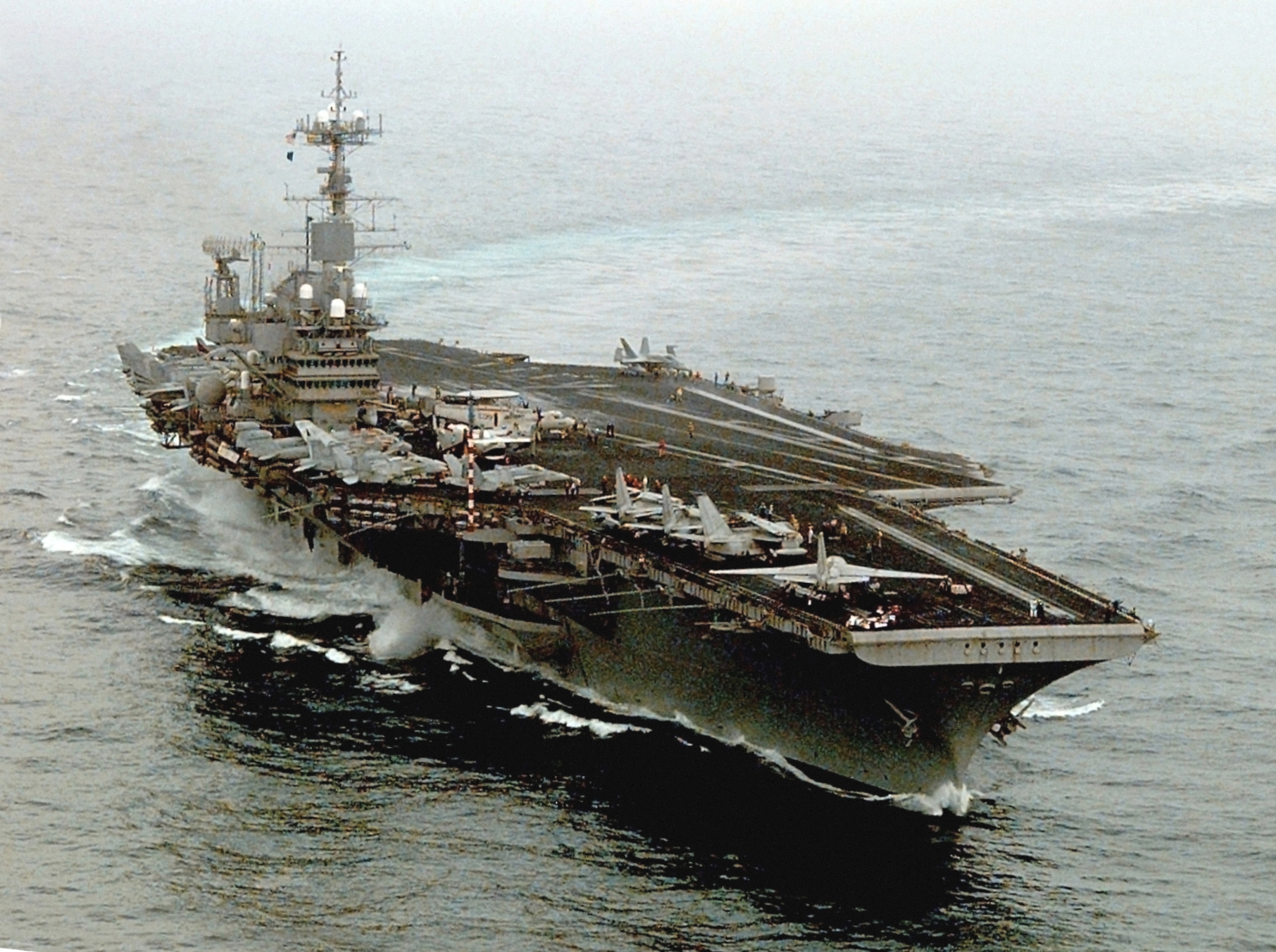
USS Independence was in 1967 in gebruik bij de Amerikaanse zesde vloot.

Uit een interview (in 1993) voor het historische archief van de Lyndon Baines Johnson Bibliotheek en Museum met de toenmalige minister van Defensie, Robert McNamara, is gebleken dat een carrier battle group van de zesde vloot (op een oefening in de buurt van Gibraltar) werd ge(her)positioneerd in het oostelijke gedeelte van de Middellandse Zee om Israël te kunnen verdedigen. De regering van de Verenigde Staten "dacht dat de situatie in Israël zo gespannen was, dat misschien wel de Syriërs (uit vrees dat Israël hen zou aanvallen), of de Russen (die de Syriërs ondersteunden) het machtsevenwicht zouden willen herstellen of Israël zouden kunnen aanvallen". Toen de Sovjets vernamen van deze inzet (die zij beschouwden als "offensief") dreigden zij de Verenigde Staten - in een bericht van Sovjet Premier Aleksej Kosygin - met oorlog.
De Sovjet-Unie steunde haar Arabische bondgenoten. In mei 1967 begonnen de Sovjets met een grote inzet van hun zeestrijdkrachten in het oostelijke Middellandse Zeegebied. In het begin van de crisis begonnen ze de Amerikaanse en Britse vliegdekschepen te schaduwen met fregatten en afluisterschepen. Het Sovjet marine-eskader in de Middellandse Zee was sterk genoeg om op te treden als een belangrijke "rem" op de United States Navy. In een interview met de Boston Globe in 1983 zei McNamara: "We waren bijna in staat van oorlog." Hij zei dat Kosygin boos was dat "we een vliegdekschip hadden verplaatst in het Middellandse Zeegebied".
In zijn boek Six Days beweert oud-BBC-journalist Jeremy Bowen dat op 4 juni 1967 het Israëlische schip Miryam uit Felixstowe vertrok met machinegeweren, 105 mm tankgranaten en gepantserde voertuigen in "de laatste van vele partijen van wapenleveranties (uit de Britse en Amerikaanse reservevoorraden) die in het geheim naar Israël gestuurd werden sinds de crisis begon" en dat "de Israëlische transportvliegtuigen bezig waren met een luchtbrug vanuit de basis van de Royal Air Force, Waddington in Lincolnshire". Bowen beweert dat Harold Wilson aan Eshkol had geschreven dat hij blij was te kunnen helpen zolang alles in het grootste geheim kon plaatsvinden.

## Citaten
1. Preventieve aanval:
- "...Israel launched a pre-emptive strike against Egyptian planes as they stood on the airfields. These events triggered the so-called June war of 1967, but the pre-emptive action of Israel was not condemned by the S.C. – or indeed by the G.A. There appeared to be a general feeling, certainly shared by the Western states, that taken in the context this was a lawful use of anticipatory self-defence, and that for Israel to have waited any longer could well have been fatal to her survival." Antonio Cassese. The Current Legal Regulation of the Use of Force: Current Legal Regulation Vol10, Martinus Nijhoff Publishers, 1986, p. 443. ISBN 90-247-3247-6
- "War was inevitable under these conditions. Israel, seeing war as inevitable, decided on a pre-emptive strike, launching its attack on 5 June 1967." Goldstein 1992, p. 127.
- "In 1967 Israel was aware of an impending attack by Egypt, to be assisted by Jordan, Iraq and Syria, and won a brilliant and total victory in only six days (consequently the fighting is known as the 'Six-Day War'), largely because they launched a pre-emptive attack on the Arab air forces..." David Robertson. The Routledge Dictionary of Politics, Routledge, 2003, p. 22. ISBN 0-415-32377-0
- "On 30 May 1967 Jordan joined the Syrian-Egyptian military pact. Despite US attempts to mediate, Israel launched a pre-emptive strike just days later which destroyed the unprepared Egyptian air force..." Martin S. Alexander. Knowing Your Friends: Intelligence Inside Alliances and Coalitions from 1914 to the Cold War, Routledge, 1998, p. 246. ISBN 0-7146-4879-5
- "On 5 June 1967 Israel attacked Egyptian positions in a pre-emptive strike." Sören Zibrandt von Dosenrode-Lynge, Anders Stubkjær. The European Union and the Middle East, Continuum International Publishing Group, 2002, p. 56. ISBN 0-8264-6088-7
- "In the end Israel launched a preemptive aerial attack, in which most of the Egyptian air force was destroyed on the ground within the first three hours of the war, and in six days the war was over." Avner Cohen, Israel and the Bomb, Columbia University Press, 1999, p. 276. ISBN 0-231-10483-9
- "a massive pre-emptive strike on Egypt." "BBC on this day", BBC website. URL accessed May 14, 2006.
- "Israel launched a pre-emptive strike on June 5" "Mideast 101: The Six Day War", CNN website. URL accessed May 14, 2006.
- "Most historians now agree that although Israel struck first, this pre-emptive strike was defensive in nature." "The Mideast: A Century of Conflict Part 4: The 1967 Six Day War", NPR morning edition, October 3, 2002. URL accessed May 14, 2006.
- "a massive preemptive strike by Israel that crippled the Arabs’ air capacity." Six-Day War, Retrieved 17 July 2010; Funk & Wagnalls New Encyclopedia. © 2006 World Almanac Education Group via The History Channel website, 2006, URL accessed February 17, 2007.
- "In a pre-emptive strike, Israel smashed its enemies’ forces in just six days..." Country Briefings: Israel, The Economist website, July 28, 2005. URL accessed March 15, 2007.
- "Yet pre-emptive strikes can often be justified even if they don't meet the letter of the law. At the start of the Six-Day War in 1967, Israel, fearing that Egypt was aiming to destroy the Jewish state, devastated Egypt's air force before its pilots had scrambled their jets." "Strike First, Explain Yourself Later," Michael Elliott, Time, July 1, 2002. URL accessed March 15, 2007.
- "the situation was similar to the crisis that preceded the 1967 Six Day war, when Israel took preemptive military action." "Delay with Diplomacy", Marguerite Johnson, Time, May 18, 1981. URL accessed March 15, 2007.
- "Following the Israeli conventional pre-emptive operations in June 1967,..." Aronson, Shlomo. "Israel's Nuclear Programme, the Six Day War and Its Ramifications", in Karsh, Efraim. Israel: The First Hundred Years, Routledge, 1999, p. 83. ISBN 0-7146-4962-7
- "Israel, seeing war as inevitable, decided on a pre-emptive strike, launching its attack on 5 June 1967." Goldstein 1992, p. 127.
- "Thus provoked, the Israelis attacked preemptively and, in what came to be known as the Six-Day War, routed Egyptian, Jordanian, and Syrian troops..." Cohen, Warren I. The Cambridge History of American Foreign Relations Volume IV, Cambridge University Press, 1993, p. 193. ISBN 0-521-48381-6
- "As Egypt, Syria and Jordan mobilized their forces in spring 1967 for an evident impending attack, Israel launched a preemptive strike." CNN In-Depth Specials: Mid-East, Land of Conflict, Six-Day War, CNN, Website. Accessed January 7, 2007.
- "Are there good examples of preemptive or preventive war – that is, ones that were proper to fight? Taking the most promising of the two categories – preemption – only one actual case seems clearly right: the Israeli attack on Egypt and Syria in June 1967." Betts, Richard K. "Striking First: A History of Thankfully Lost Opportunities", Ethics and International Affairs, Volume 17, No. 1 (Spring 2003).
- "While he and I agree that World War I and the Six Day War are preemptive, we code six cases differently." Reiter, Dan. "Exploding the Powder Keg Myth: Preemptive Wars Almost Never Happen", International Security, Vol. 20, No. 2 (Autumn, 1995), pp. 5–34.
- "Ironically, when the timing, character and success of Israel's pre-emptive strike surprised the Soviets and obviated their planned intervention, it also put a damper on the festive occasion..." Ginor, Isabella. "The Cold War's Longest Cover-up: How and Why the USSR Instigated the 1967 War", Middle East Review of International Affairs Journal, Volume 7, No. 3 (september 2003).
- "It was also the primacy of Security interests over moral rectitude that prompted Israel, in the opening blow of the 1967 Six-Day War, to preemptively attack Egypt's warplanes on their bases." Brown, Seyom. International Relations in a Changing Global System, Westview Press, 1996, p. 138, footnote 6. ISBN 0-8133-2353-3
- "Israel attacked preemptively, destroying the Egyptian and Syrian air forces on the ground, and went to win a decisive victory in six days." Dershowitz, Alan M. Preemption: A Knife That Cuts Both Ways. New York: W.W. Norton & Company, 2006. p. 81.
- "Israel staged a sudden preemptive air assault and destroyed Egypt’s air force on the ground" Encyclopaedia Britannica Six Day War, accessed 30 May 2010.
- “Cognizant since its inception of Egypt’s leading role in the Arab world, its growing military power and untiring defense of the Palestinian case in world forums, Israel launched a treacherous assault on June 5, 1967...” Egypt State Information Service.
- "The Israeli first strike is...a clear case of legitimate anticipation." Walzer, Michael. (2006 ). Just and unjust wars: a moral argument with historical illustrations. Basic Books. ISBN 0465037070.
- "The United States has often walked a fine line between preemption and prevention. In fact there have only been a handful of clear-cut cases of military preemption by any states in the last 200 years. (Israeli preemption in the Six Day War of 1967 is perhaps the most cited example)” U.S. National Security Strategy: a New Era U.S. Department of State (2002).
- The Six Day War is, "A classic example of preemptive war." Henry Shue, David Rodin Preemption: military action and moral justification
- "Classic examples of preemptive wars include the July Crisis of 1914 and the Six Day War of 1967 in which Israel preemptively attacked Egypt…" Mueller Karl P. (2007). Striking first: preemptive and preventive attack in U.S. national security. (PDF). Rand Corporation. ISBN 978-0-8330-3881-4.
- “The Six Day War between Israel and alliance of Egypt, Syria, Jordan and Iraq was an example of preemption.” And, “It exemplifies preemption.” Kegley, Charles W.; Raymond, Gregory A. (2009). The Global Future: A Brief Introduction to World Politics. Wadsworth Publishing. 3 edition. ISBN 0495569275.
- "Preemptive attack is morally justified when three conditions are fulfilled: The existence of an intention to injure, the undertaking of military preparations that increase the level of danger, and the need to act immediately because of a higher degree of risk. Since these conditions were met in Israel’s Six Day War, Israel’s preemptive attack on Egypt on June 5, 1967 was a legitimate act of self-defense.” Amstutz, Mark R. (2008). International ethics: concepts, theories, and cases in global politics. Rowman & Littlefield Publishers. ISBN 0742556042.

2. Bronnen die het standpunt verdedigen dat de oorlog aan het Jordaanse front niet geïnitieerd was door Israël:
- "In May–June 1967 Eshkol's government did everything in its power to confine the confrontation to the Egyptian front. Eshkol and his colleagues took into account the possibility of some fighting on the Syrian front. But they wanted to avoid having a clash with Jordan and the inevitable complications of having to deal with the predominantly Palestinian population of the West Bank.
- "The fighting on the eastern front was initiated by Jordan, not by Israel. King Hussein got carried along by a powerful current of Arab nationalism. On 30 May he flew to Cairo and signed a defense pact with Nasser. On 5 June, Jordan started shelling the Israeli side in Jerusalem. This could have been interpreted either as a salvo to uphold Jordanian honor or as a declaration of war. Eshkol decided to give King Hussein the benefit of the doubt. Through General Odd Bull, the Norwegian commander of UNTSO, he sent the following message the morning of 5 June: 'We shall not initiate any action whatsoever against Jordan. However, should Jordan open hostilities, we shall react with all our might, and the king will have to bear the full responsibility of the consequences.' King Hussein told General Bull that it was too late; the die was cast." Shlaim, 2000, pp. 243–244.

3. De Arabische kijk op de gang van zaken:
- “Cognizant since its inception of Egypt’s leading role in the Arab world, its growing military power and untiring defense of the Palestinian case in world forums, Israel launched a treacherous assault on June 5, 1967...” Egypt State Information Service.
- "Israel has committed a treacherous premeditated aggression against the United Arab Republic...While we in the United Arab Republic...have declared our intention not to initiate any offensive action and have fully co-operated in the attempts that were made to relieve the tension in the area", M. A. El Kony, Permanent Representative of the United Arab Republic (Egypt), UN Security Council meeting 1347 (5 June 1967)

4. Onterechte aanval:
- “Various Israeli officials said later... that 'Israel had not in fact anticipated an imminent attack by Egypt when it struck June 5'”. The Case for Palestine: An International Law Perspective, p. 164; John B Quigley
- “... declassified documents from the LBJ Presidential Library in Austin, Texas, indicate that top officials in the Johnson administration – including Johnson's most pro-Israeli Cabinet members – did not believe war between Israel and its neighbors was necessary or inevitable, at least until the final hour. In these documents, Israel emerges as a vastly superior military power, its opponents far weaker than the menacing threat Israel portrayed, and war itself something that Nasser, for all his saber-rattling, tried to avoid until the moment his air force went up in smoke...” Tolan, Sandy. (5 June 2007). Rethinking Israel’s ‘David and Goliath’ Past, Salon.com.
- “... all US intelligence... had characterized Nasser's troops in the Sinai as "defensive in nature". (ibid)
- “(Nasser) seemed to think that he could 'ride out the storm' and that, ultimately, ‘discretion would prevail in Tel Aviv'. ("Nasser", Sir Anthony Nutting, Constable, London, 1972. p. 408)
- “President Johnson told Eban that even after instructing his ‘experts to assume all the facts that the Israelis had given them to be true’, it was still their ‘unanimous view that there is no Egyptian intention to make an imminent attack’ – a conclusion according to Eban, also reached by Israeli intelligence”. (“Image and Reality of the Israel-Palestine Conflict”; Norman Finkelstein, p. 134)
- “Mossad chief Meir Amit (stated) ‘Egypt was not ready for a war’ and Nasser did not want a war’” (ibid p. 134)
- “The Israeli-compiled Middle East Record stated that ‘most observers agree’ that Nasser did not intend to launch an attack ‘and that his pledges to U Thant and to the Great Powers not to start shooting should, therefore, be accepted at their face value’.” (ibid p. 134)
- “... it is generally agreed [that] Nasser was sincere when he later said that he had no intention of launching an attack against Israel; on the contrary as he said in his 23 July speech, he believed that ‘any attack on Israel would expose us to great dangers.” (Cockburn and Cockburn, “Dangerous Liaison”, 1991, p. 137)
- “The claim that Israel was in danger of imminent destruction was propaganda aimed at the Israeli public no less than Israel’s Western sympathisers, part of what Seale has described as “one of the most extensive and remarkable exercises in psychological warfare ever attempted. Foreign intelligence agencies were in agreement that Israel would make short work of Arab armies...” ”June 5, 1967: A Retrospective View”; Centre of Policy “Analysis on Palestine; Jeremy Salt
- “Far from trying to avert conflict, the conclusion is inescapable that Israel’s military command did everything it could to bring it on.” (ibid.)
- “... all the evidence (is that) Israel was trying to bring the Arab states to war by May 1967... when Nasser closed the Strait of Tiran, the Israelis knew he had walked into their trap – had taken the bait – and could ‘barely restrain themselves’. They wanted to attack at once. Their concern was not to defuse the crisis but to destroy Arab military capacity and bring down Nasser before the moment passed.” (ibid.)
- U.S. Secretary of Defense Robert McNamara told Israeli Foreign Minister Abba Eban that the U.S. intelligence assessment was that "the Egyptian deployments were defensive in character and anticipatory of a possible Israeli attack". Memorandum of Conversation, Washington, May 26, 1967, 10:30 a.m.; The Israeli ambassador to the U.S. Michael B. Oren has acknowledged that "By all reports Israel received from the Americans, and according to its own intelligence, Nasser had no interest in bloodshed..." Israel's assessment was that "Nasser would have to be deranged to take on an Israel backed by France and the U.S. Sixth Fleet. War, according to the Israelis, could only come about if Nasser felt he had complete military superiority over the IDF, if Israel were caught up in a domestic crisis, and, most crucially, was isolated internationally—a most unlikely confluence." Oren 2002, pp. 59–60).
- “The myth of Israel as victim is also reflected in the conventional wisdom about the 1967 war, which claims that Egypt and Syria are principally responsible for starting it... It is clear from the release of new documents about the war, however, that the Arabs did not intend to initiate a war against Israel in the late spring of 1967, much less try to destroy the Jewish state.” (John J. Mearsheimer and Stephen M. Walt; The Israel Lobby and US Foreign Policy, Penguin Books, pp. 84–85).
- “Avi Shlaim, a distinguished Israeli ‘new historian’ writes, ‘There is general agreement among commentators that [Egyptian President] Nasser neither wanted nor planned to go to war with Israel’. (ibid p. 85)
- “Serious diplomatic efforts were also under way to solve the crisis peacefully. Yet Israel chose to attack anyway, because its leaders ultimately preferred war to a peaceful resolution of the crisis. In particular, Israel’s military commanders wanted to inflict significant military defeats on their two main adversaries – Egypt and Syria – in order to strengthen Israeli deterrence over the long term... In short, Israel was not preempting an impending attack when it struck the first blow on June 5, 1967. Instead, it was launching a preventive war – a war aimed at affecting the balance of power over time.” (ibid p. 85)
- Israel's former Commander of the Air Force, General Ezer Weitzman, regarded as a hawk, stated that there was "no threat of destruction" but that the attack on Egypt, Jordan and Syria was nevertheless justified so that Israel could "exist according the scale, spirit, and quality she now embodies." Menachem Begin, the first Likud Prime Minister of Israel, also said: "In June 1967, we again had a choice. The Egyptian Army concentrations in the Sinai approaches do not prove that Nasser was really about to attack us. We must be honest with ourselves. We decided to attack him." Quoted in Chomsky, Noam (1999) The Fateful Triangle, South End Press, p. 100. ISBN 0896086011. Quote from Ha'aretz, March 29, 1972; for a more extensive quote, see Cooley, Green March, Black September, p. 162.
- "I do not believe that Nasser wanted war. The two divisions he sent into Sinai on May 14 would not have been enough to unleash an offensive against Israel. He knew it and we knew it." (Le general Rabin ne pense pas que Nasser voulait la guerre, Le Monde, February 29, 1968, quoting Yitzhak Rabin, Israel's Chief of Staff in 1967. Quigley, John. The Oslo Accords: More Than Israel Deserves, American University International Law Review 12, no. 2 (1997): 285-298)
- "Moshe Dayan, the celebrated commander who, as Defense Minister in 1967, gave the order to conquer the Golan...[said] many of the firefights with the Syrians were deliberately provoked by Israel, and the kibbutz residents who pressed the Government to take the Golan Heights did so less for security than for the farmland... They didn't even try to hide their greed for the land...We would send a tractor to plow some area where it wasn't possible to do anything, in the demilitarized area, and knew in advance that the Syrians would start to shoot. If they didn't shoot, we would tell the tractor to advance further, until in the end the Syrians would get annoyed and shoot. And then we would use artillery and later the air force also, and that's how it was...The Syrians, on the fourth day of the war, were not a threat to us.'" The New York Times, May 11, 1997.
- Lenczowski 1990, p. 105-115, Citing Moshe Dayan, Story of My Life, and Nadav Safran, From War to War: The Arab-Israeli Confrontation, 1948-1967, p. 375
- Israel clearly did not want the US government to know too much about its dispositions for attacking Syria, initially planned for June 8, but postponed for 24 hours. It should be pointed out that the attack on the Liberty occurred on June 8, whereas on June 9 at 3 AM, Syria announced its acceptance of the cease-fire. Despite this, at 7 AM, that is, four hours later, Israel’s minister of defense, Moshe Dayan, “gave the order to go into action against Syria.”